# Alhaj Mohammed Dabirul Islam
Alhaj Mohammed Dabirul Islam (* 29. September 1948) ist ein bangladeschischer Politiker. Er ist Mitglied der Awami-Liga.
Bei den Parlamentswahlen vom Dezember 2008 wurde er zum fünften Mal als Abgeordneter in den Jatiyo Sangshad gewählt. Er vertritt den Wahlkreis Thakurgaon-2.